# Dennis Van der Meer
Dennis Douglas Van der Meer (né Van der Merwe le 2 mars 1933 dans le Sud-Ouest africain et mort le 27 juillet 2019 en Caroline du Sud) est un entraîneur américain de tennis.
Professeur de tennis depuis 1954, Van der Meer émigre aux États-Unis en 1961 où il s'installe en Californie et enseigne au club de tennis de Berkeley. C'est à cette époque que Dennis change son nom de famille.
Au début des années 1970, il se rend en Caroline du Sud où il achète une propriété sur l'île de Hilton Head afin d'y créer une académie de tennis : la Van Der Meer Tennis University en 1973, le Professional Tennis Registry en 1976 et la Professional Tennis Registry Foundation en 1978. À l'académie, il entraîne de nombreux joueurs, du niveau junior au niveau professionnel. Il est toutefois principalement reconnu pour la formation qu'il donne aux professeurs de tennis et pour ses pratiques d'uniformisation des méthodes d'enseignement.
Il assiste notamment Margaret Smith Court et Billie Jean King lors de la « bataille des sexes » contre Bobby Riggs.
Il est également régulièrement l'entraîneur d'Amanda Coetzer qui, sous sa direction, atteint la troisième place du classement WTA.
Auteur de nombreux ouvrages sur le sport et de manuels d'enseignement du tennis, il fait partie du International Tennis Hall of Fame depuis 2021.